# Signifer
Un signifer era un soldat de l'Imperi Romà que portava l'estendard (signum) a les legions romanes. Se situava amb el signum davant d'una centúria o de vegades només davant de cada manípul, que agrupava dues centúries. Si cada centúria tenia un signifer, n'hi havia 59 en una legió. El signifer de la primera centúria s'anomenava senior.
El signifer mostrava el camí que s'havia de seguir durant les marxes i durant els combats. Al campament supervisava els dipòsits de diners que els soldats guardaven sota l'oratori on es depositaven les insígnies que portava la centúria, i controlava els mercats ambulants on es proveïen els soldats. Per a aquestes activitats no militars es feia ajudar per assistents (adiutores). Tenien una organització interna: existia un principalis, un optio i un discente. Durant les batalles els cornicifers (portadors del cornu) quan feien sonar els seus instruments, es dirigien sobretot als signifers, per indicar-los-hi la direcció que havien de prendre.